# Макхью, Коллин
Коллин Александер Макхью (англ. Collin Alexander McHugh, 19 июня 1987, Нейпервилл, Иллинойс) — американский бейсболист, питчер клуба Главной лиги бейсбола «Тампа-Бэй Рейс». Победитель Мировой серии 2017 года в составе «Хьюстон Астрос».

## Карьера
Коллин Макхью родился 19 июня 1987 года в Нейпервилле. Он окончил частную христианскую школу в Лилберне в Джорджии, затем поступил в колледж Берри. За студенческую команду Макхью провёл три сезона, одержав тринадцать побед при девяти поражениях и сделав пять сейвов. На драфте Главной лиги бейсбола 2008 года его в восемнадцатом раунде выбрали «Нью-Йорк Метс».
В течение пяти лет Коллин выступал за фарм-клубы системы «Метс» в младших лигах. Сезон 2012 года он начал в АА-лиге в составе «Бингемтон Метс», затем провёл двенадцать матчей уровнем выше за «Баффало Байзонс». В августе 2012 года Макхью дебютировал в Главной лиге бейсбола, проведя семь иннингов против «Колорадо Рокиз» с двумя пропущенными хитами и девятью страйкаутами. До конца сезона он сыграл в восьми матчах регулярного чемпионата. В 2013 году Коллин появился на поле только в трёх играх «Метс», по итогам которых его показатель пропускаемости составил 10,29. В июне его обменяли в «Колорадо» на аутфилдера Эрика Янга. В составе «Рокиз» Макхью провёл одиннадцать матчей с пропускаемостью 8,33, потерпев в них пять поражений.
После окончания сезона 2013 года клуб выставил Макхью на драфт отказов, после чего он перешёл в «Хьюстон Астрос». Начало следующего чемпионата он провёл в ААА-лиге за «Оклахому-Сити Редхокс», но после пяти сыгранных матчей был переведён в основной состав «Хьюстона». В регулярном чемпионате 2014 года Коллин сыграл в двадцати пяти матчах. Он одержал одиннадцать побед при девяти поражениях с пропускаемостью 2,73 и был признан лучшим новичком «Астрос». Успешным для него стал и сезон 2015 года. Макхью одержал девятнадцать побед, уступив по этому показателю только Джейку Арриете и Далласу Кайкелу, и занял восьмое место в голосовании, определявшем обладателя приза Сая Янга. Ещё одну победу он одержал в дивизионном раунде плей-офф. В 2016 году Коллин установил личный рекорд, сделав 177 страйкаутов за сезон, но в целом год провёл неудачно: в регулярном чемпионате он выиграл тринадцать матчей при десяти поражениях с пропускаемостью 4,34. Во время весенних сборов 2017 года он травмировал локоть и выбыл из строя на шесть недель. Восстановившись, он сыграл в двенадцати матчах регулярного чемпионата, по итогам которого «Астрос» вышли в плей-офф. Макхью сыграл в третьем матче Чемпионской серии Американской лиги против «Нью-Йорк Янкис» и в пятой игре победной Мировой серии с «Лос-Анджелес Доджерс».
Перед началом сезона 2018 года Коллин переквалифицировался из стартового питчера в реливера. Это решение себя оправдало: в 58 играх, в которых он выходил на поле, показатель пропускаемости составил всего 1,99. В 2019 году Макхью начал чемпионат в стартовой ротации, но после восьми игр вернулся в буллпен. Всего он сыграл в 35 матчах с пропускаемостью 4,70. После окончания сезона Коллин получил статус свободного агента. В марте 2020 года он подписал однолетний контракт с «Бостон Ред Сокс», но в составе команды так и не сыграл, пропустив сезон чтобы восстановиться после травмы локтя. В феврале 2021 года Макхью подписал однолетний контракт на 1,8 млн долларов с клубом «Тампа-Бэй Рейс».